# Åslaug Sem-Jacobsen

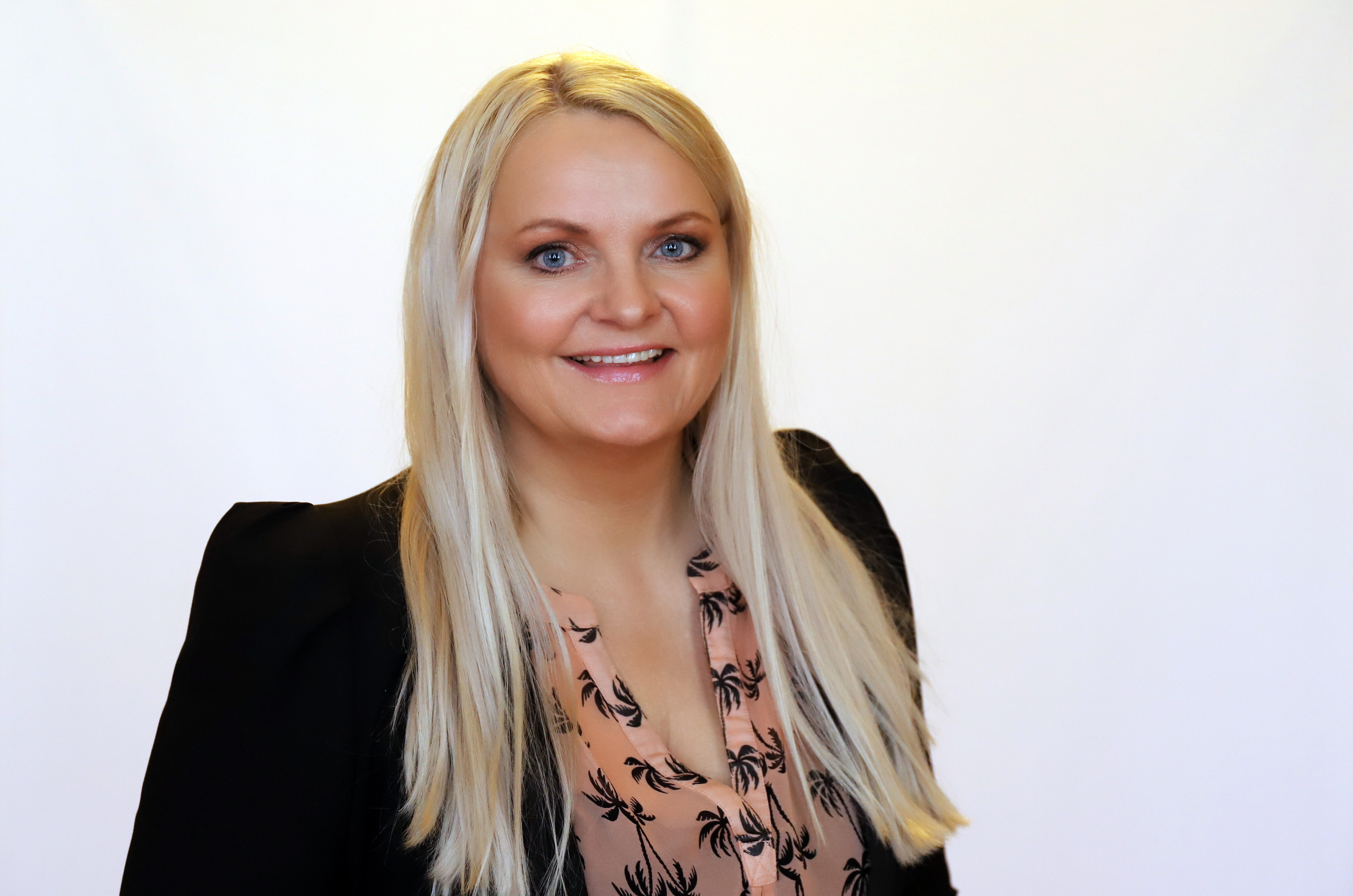
Åslaug Sem-Jacobsen, 2020

Åslaug Sem-Jacobsen (* 5. April 1971) ist eine norwegische Politikerin der Senterpartiet (Sp). Seit 2017 ist sie Abgeordnete im Storting.

## Leben
Sem-Jacobsen ist ausgebildete Journalistin und sie studierte Staatswissenschaft an der Universität Oslo. Von 2005 bis 2013 sowie erneut von 2014 bis 2017 beim norwegischen Rundfunk Norsk rikskringkasting (NRK). Ab 2011 war sie Mitglied des Kommunalparlaments von Notodden, in der Zeit zwischen 2015 und 2017 fungierte sie als stellvertretende Bürgermeisterin. Sie zog im Jahr 2015 zudem in das Fylkesting der damaligen Provinz Telemark ein.
Bei der Parlamentswahl 2017 wurde Sem-Jacobsen erstmals in das norwegische Nationalparlament Storting gewählt. Dort vertritt sie den Wahlkreis Telemark und sie wurde Mitglied im Familien- und Kulturausschuss. Im Anschluss an die Wahl 2021 wurde sie dessen stellvertretende Vorsitzende.